# 日野家住宅
日野家住宅（ひのけじゅうたく）は広島県安芸高田市甲田町深瀬にある古民家である。主屋、洋館など複数の建物で構成されており、8棟の建物が2015年（平成27年）に文化庁の登録有形文化財に登録された。

## 構成
- 主屋 - 文化庁の登録有形文化財。敷地中央に位置する[2]。
- 洋館 - 文化庁の登録有形文化財。主屋南東に接続して建つ。1階に事務室と応接室、2階に集会室があり、窓の室内側に和紙のロールブラインドなどが残っている[3]。
- 米倉 - 文化庁の登録有形文化財。土蔵造2階建で瓦葺[4]。
- 納戸倉及び離れ -  文化庁の登録有形文化財。土蔵造2階建及び木造平屋建で瓦葺[5]。
- 酒造倉 - 文化庁の登録有形文化財。土蔵造2階建で瓦葺[6]。
- 納屋 - 文化庁の登録有形文化財。木造2階建で瓦葺[7]。
- 表門及び伴部屋 - 文化庁の登録有形文化財。表門は間口3.6ｍ。伴部屋は建築面積13平方メートル[8]。
- 御成門 - 文化庁の登録有形文化財。木造。銅板葺[9]。

## 歴史
日野家（旧中村家）は17世紀に創設され庄兵衛長輝を初代とし、第二次世界大戦まで地元で、農林業の振興や各種事業の創業、社会事業などを行い地域の人々に貢献してきた家である。1667年（宝永4年）には酒造業をはじめた。
この住宅で現存する最古の建物が納戸倉で1702年（元禄15年）に建築された。これは、1770年（明和7年）に発生した大火から逃れている。
1779年（安永8年）に必要なしとされ、広大な庭園が縮小され、同時に主屋も建て替えられた。その後、1848年（弘化5年）に酒造庫が建てられ、1869年（明治2年）には浅野家吉田御本館の普請へのお礼として、吉田上屋敷の西門（1864年＜元治元年＞建立）を貰い移設した。いずれも現存する。
1927年（昭和2年）には米倉や事務所と地域の公民館も兼ねた集会室を持つ洋館、地域の青年の修養と肉体の鍛錬を目的とした青年道場などが造られた。青年道場は、その後に広島二中（現:広島県立広島観音高等学校）の林間学校にも使われ、テニスコートや水力発電の貯水池も兼ねたプールが造られた。1934年（昭和9年）から1936年（昭和11年）にかけて、主屋の大改修も行われた。
その後、台風などの被害で一部の解体や改修をしながら現在に至っている。

## 交通アクセス
- JR西日本 芸備線上川立駅から徒歩20分[10]。